# スタンションポール

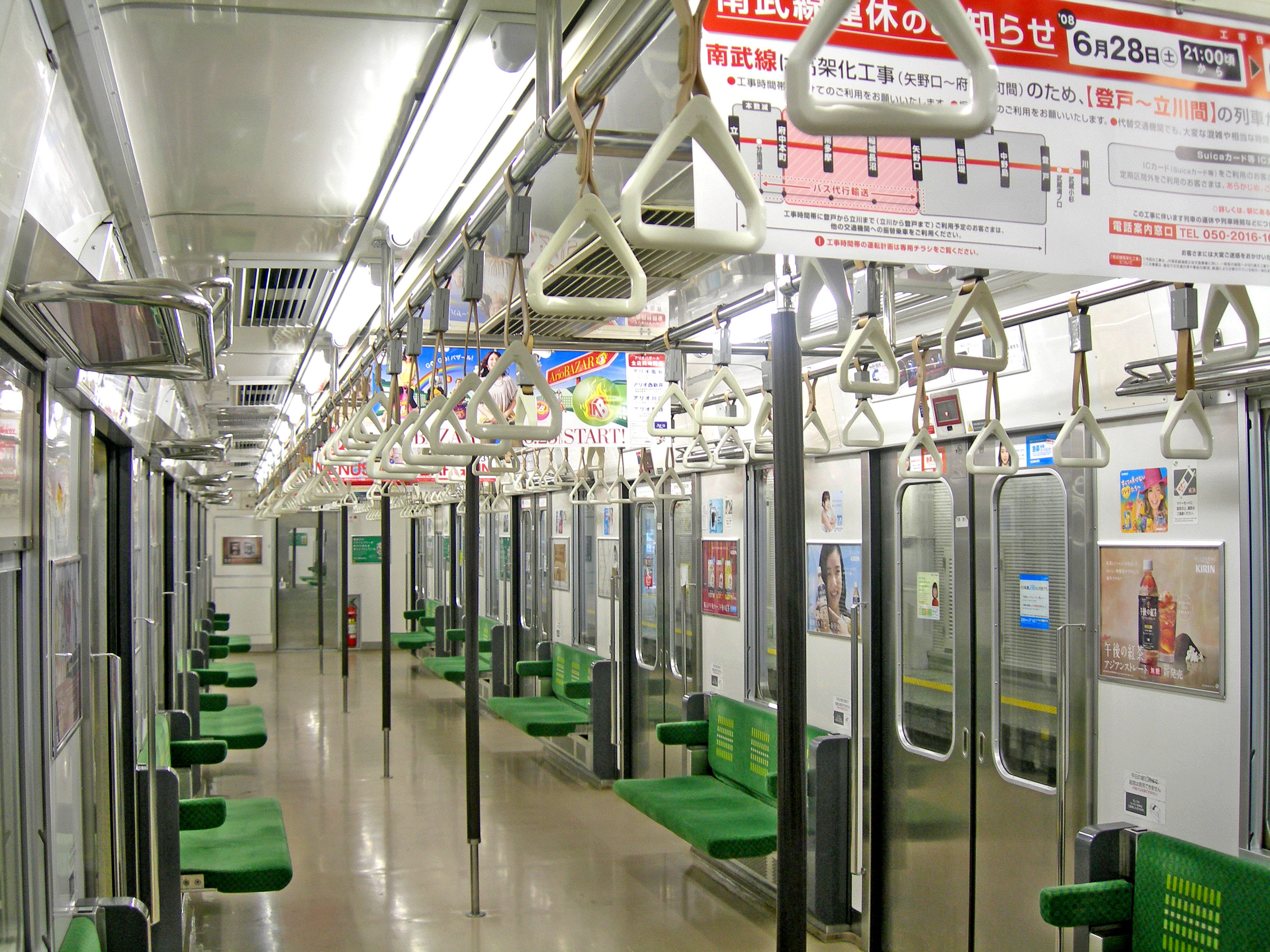
サハ204形の通路中央に並ぶスタンションポール

スタンションポール（Stanchion pole）とは、公共交通機関に備えられている手すり（Handrail）の一種で、電車やバスなどの乗物に付いている、立っている姿勢の乗客（立位乗客）が姿勢を保持したり、座っている姿勢の乗客（座位乗客）の立ち座りや客室室内移動の補助のために、出入り台や座席付近に設置される縦方向のつかみ棒である 。
ライトレールや路面電車を含む鉄道車両やバス等の客室内に設置される。スタンションポールは着座していない立っている乗客（立位乗客）をも定員に含む通勤形車両や路線バスには必須の装備となっている。

## 概要

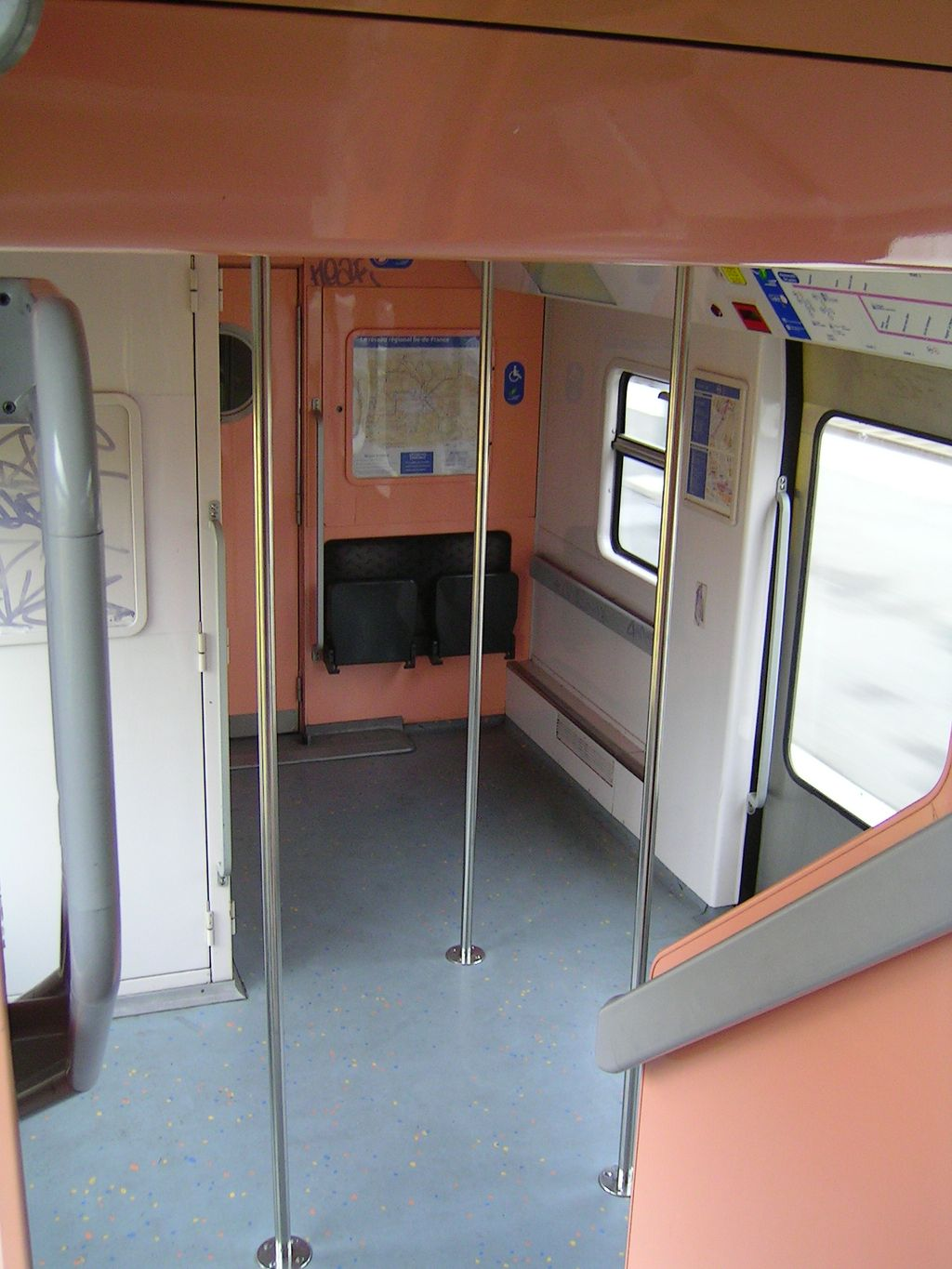
フランス国鉄
Z22500形電車
(RER乗り入れ用)

にぎりの位置が高いつり革に対し、床から天井まで達するスタンションポールは、乗客の身長に関係なくどこでも掴むことができる。また、剛性に優れるため、多人数の利用にも適している。

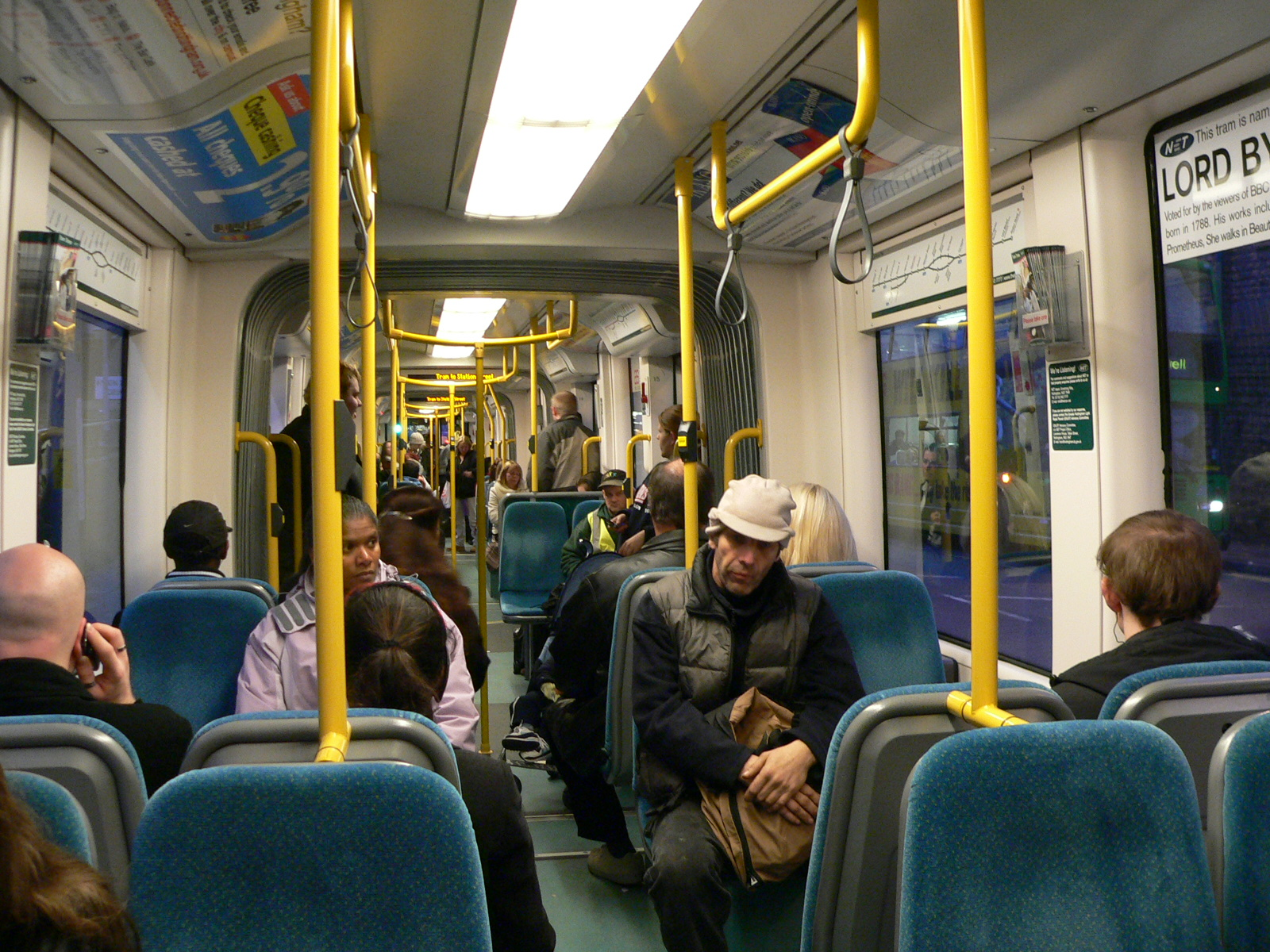
ノッティンガム
のライトレール
(アドトランツ製)

以前は、通勤形電車の出入口広場の中央に、床から天井まで通して設置されているつかみ棒のことを特にスタンションポールと呼んでいたが、近年では、定員乗車の促進を兼ねてロングシートを分割する様に取り付けられているものや、袖仕切りや網棚と一体となったものなど、その役割から、垂直方向のつかみ棒全般を指すように変化している。
一方、ライトレールを含む路面電車や路線バスは、乗降口が片側のみか点対称配置であることや、室内幅が狭いことから、車体中心線付近に床から天井までのつかみ棒が設置されることは非常に少ない。

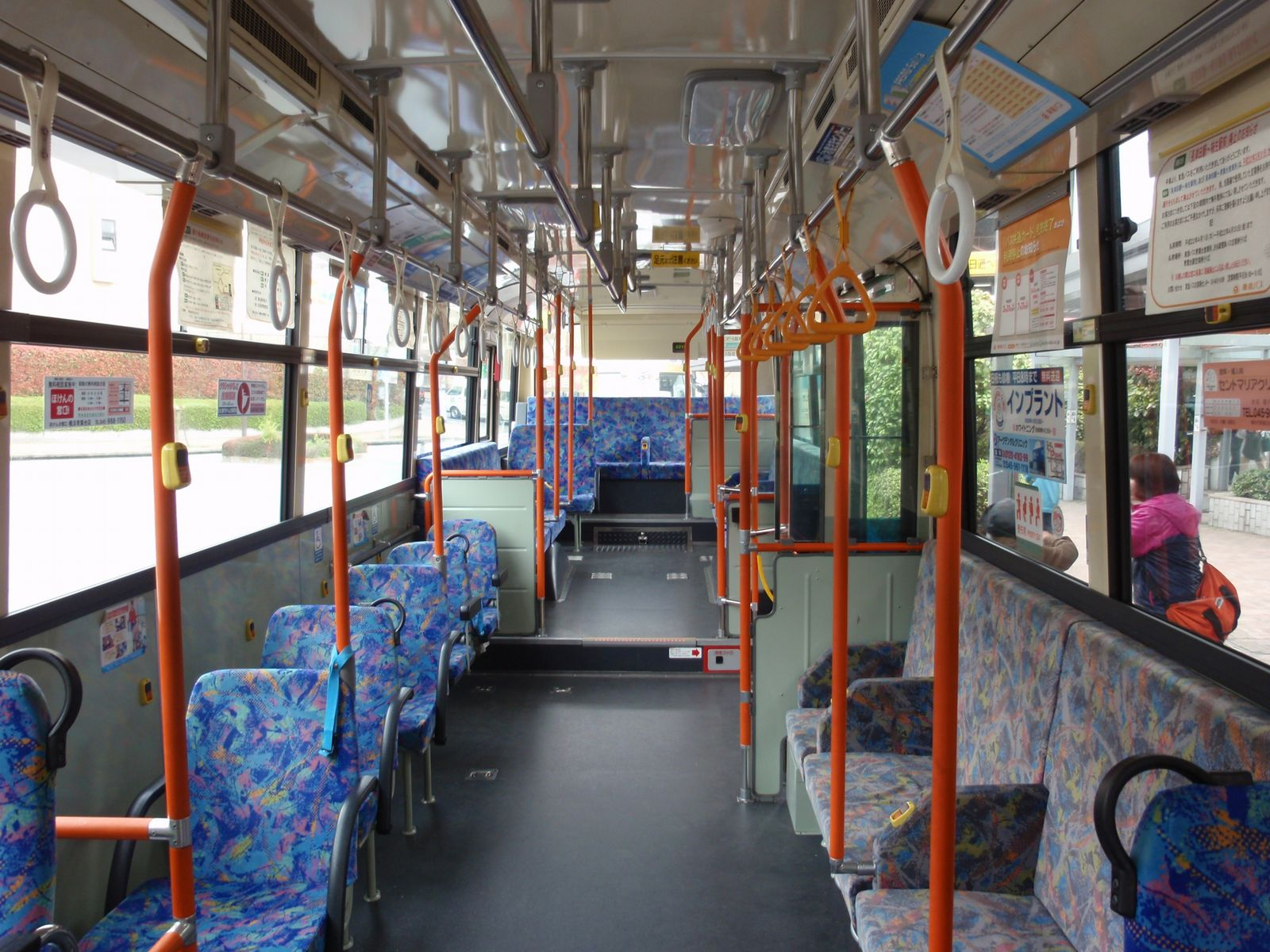
路線バスの一例
東急バス
(日野・ブルーリボン
シティ)

日本のバスでは、三方向きロングシート車での直立するつかみ棒はドア付近と運転席背後のみあったが、ラッシュ時の詰め込み対策として一部の座席を省略するものが現れると、その周囲にも設置されるようになった。
海外の路線バスや路面電車は進行方向向きの座席（クロスシート）が多いことから、床の他、背もたれ上部に設置されているものも多い。路線バスや路面電車のものは、日本の例を含め、ほとんどが黄色や橙色などの警告色に着色されている。

## 歴史
パリのメトロなどのボックスシートの車両では、つかみ棒が各座席背もたれの通路寄りに設置されており、数も非常に多かったが、ロングシートの車両では、つり革のみで直立するつかみ棒が全くないか、あっても網棚の支えを兼ねたものが出入口付近に設置されるのみであった。出入口直近はつり革の設置にも不都合が多いため、このエリアの立ち客の支えとして出入口広場の中央にスタンションポールが設けられた。ニューヨーク市地下鉄の車両には当初から設置されており、昭和初期の日本でもこれをモデルに開業した東京地下鉄道1000形電車などで導入された。
鉄道省でも昭和初期に導入が始まった半鋼製電車で採用され、3扉ロングシート車はもちろんのこと、モハ42形などの2扉セミクロスシート車にも装備された。
軍需物資の増産による通勤ラッシュに対応すべく日本初の20 m級4扉車として誕生したモハ63形にも設置されていたが、資材を極限まで切り詰めた戦時設計であったため、つかみ棒は屋根を支える役目をも果たしており、これがないと屋根が凹んでしまうというものであった。また絶縁されておらず、落雷時に感電してしまう事故もあった。
作りの粗悪な63系は戦後復興と共に少しずつ改修を受けてはいたが、戦前・戦後製の車両に対しての見劣りは避けられず、これを本格的に更新改造したものが72系電車であるが、その際もスタンションポールはそのまま引き継がれている。戦後混乱期や高度経済成長期期には「通勤地獄」と言われるほどにラッシュ時間帯の殺人的な混雑が常態化していたが、その中でスタンションポールは、圧迫された乗客が肋骨を骨折するなど、事故の原因ともなった。
その後、新性能電車の嚆矢となったモハ90形では、逼迫した線路容量の解決策として、加減速性能の向上と共に客扱い時間の短縮にも注力されており、出入口には日本国有鉄道（国鉄）の新造車で初めて両開きドアが採用された。それまでの調査結果から、出入口付近のスタンションポールとつり革については、混雑時の乗客流動の阻害要因となるとの結論に達し、設置は見送られた。以来長らく国鉄の新製車からスタンションポールは消えていたが、201系電車の試作車で再び採用され、事故防止のためのウレタンパッドが巻かれるなどの改良が施されてはいたが、本採用には至らなかった。
国鉄分割民営化後、JRとなってからの各新形式も同様の状況であったが、1990年（平成2年）、東日本旅客鉄道（JR東日本）が山手線を11両編成化する際、205系電車の増結用として製造された6扉車のサハ204形でスタンションポールが本格的に採用された。以前の国電とは異なり、設置位置が収容式座席の前へ変わり、スタンションポールの周囲にも多数のつり革が設置されている。以降、大手私鉄の多扉車にも同様のレイアウトが踏襲されたが、ホームドアの導入による多扉車の廃止と共に減少傾向にある。

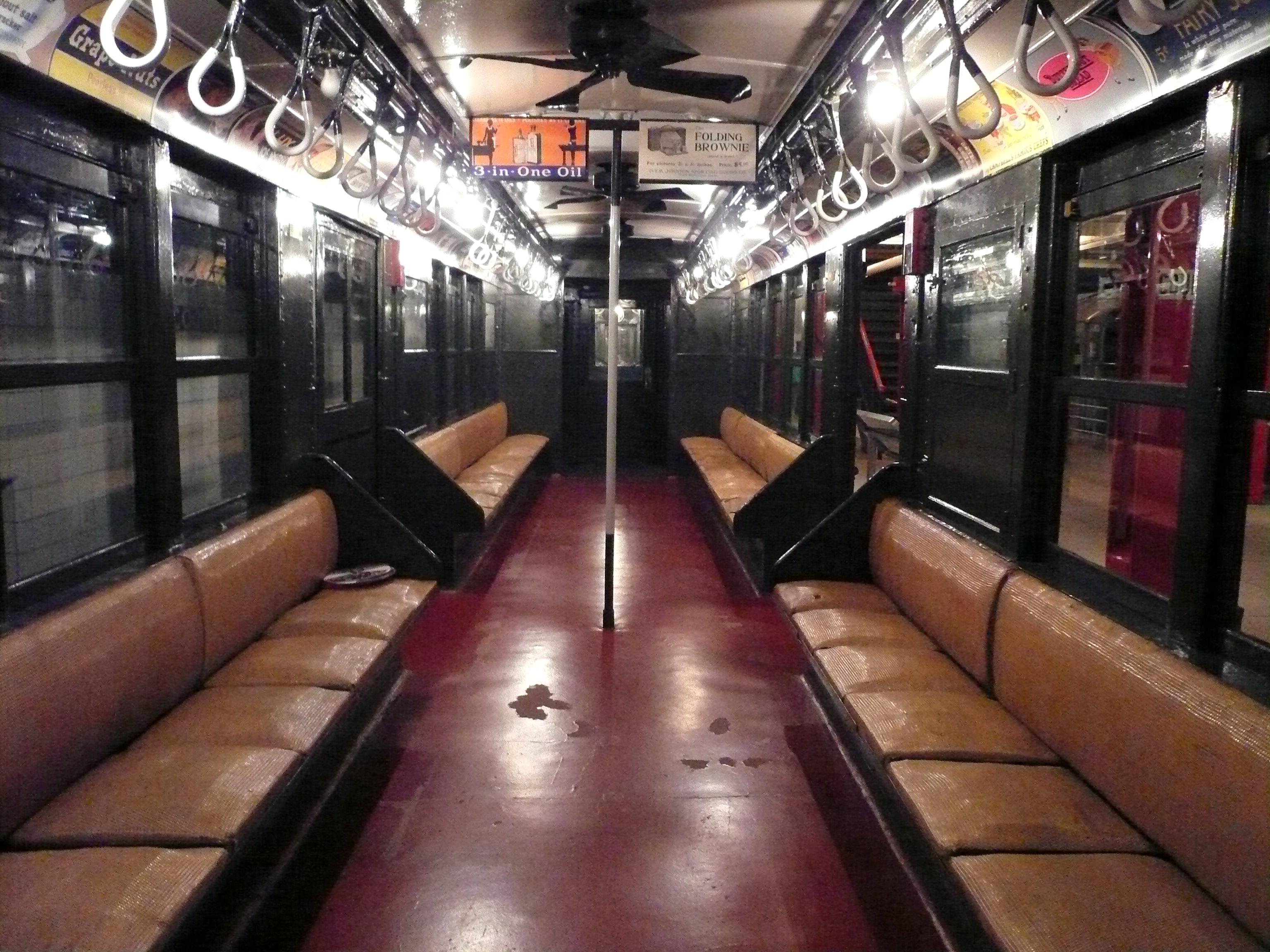
ニューヨーク市地下鉄 IRT Lo-V（1917年製）
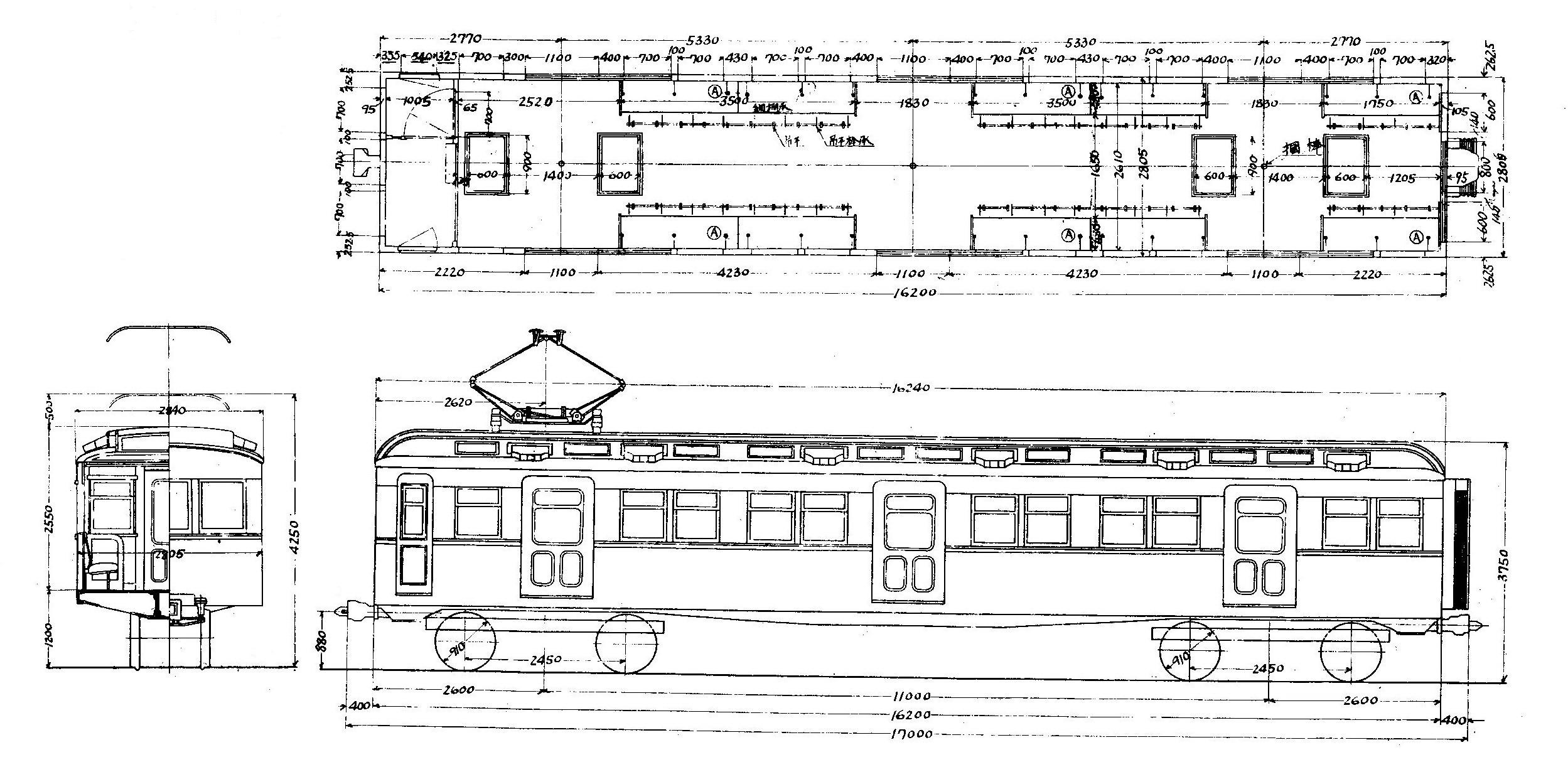
国鉄モハ11形図面 見づらいが、出入口広場の中央に「掴棒」の表記がある
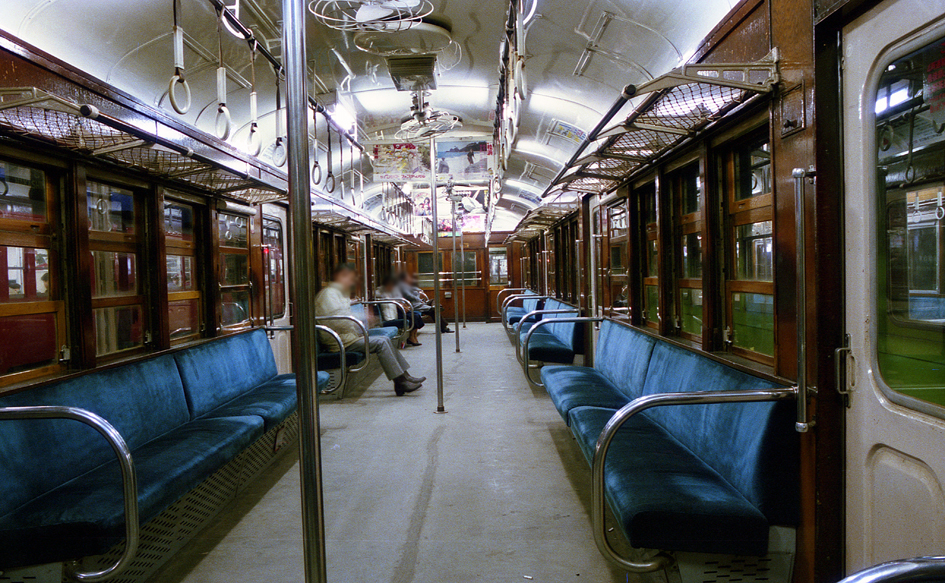
国鉄72系電車
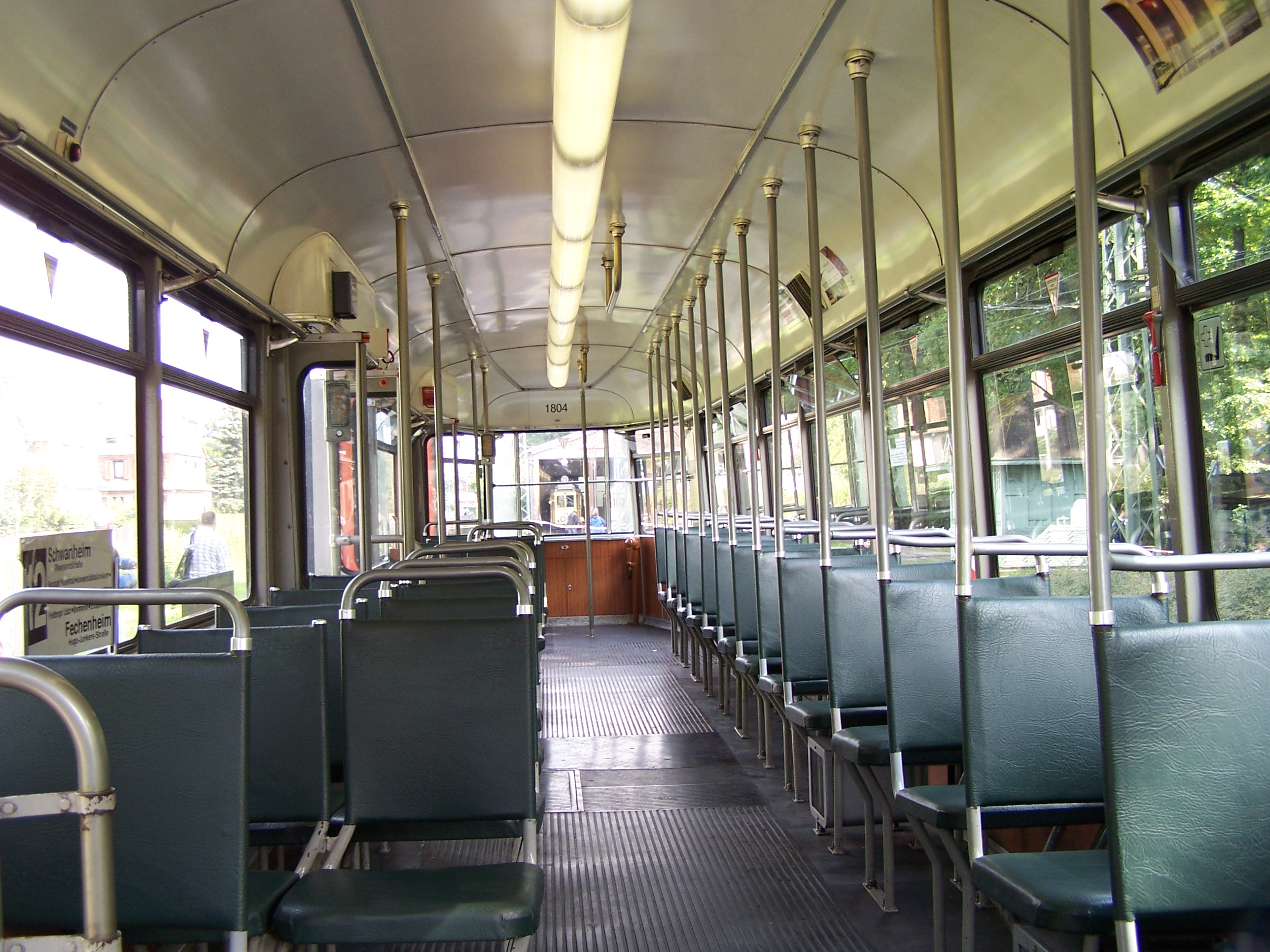
フランクフルト市 M形電車 座席背もたれと天井の間に設置。中央付近は運転席直後と最後尾（この写真）のみ。
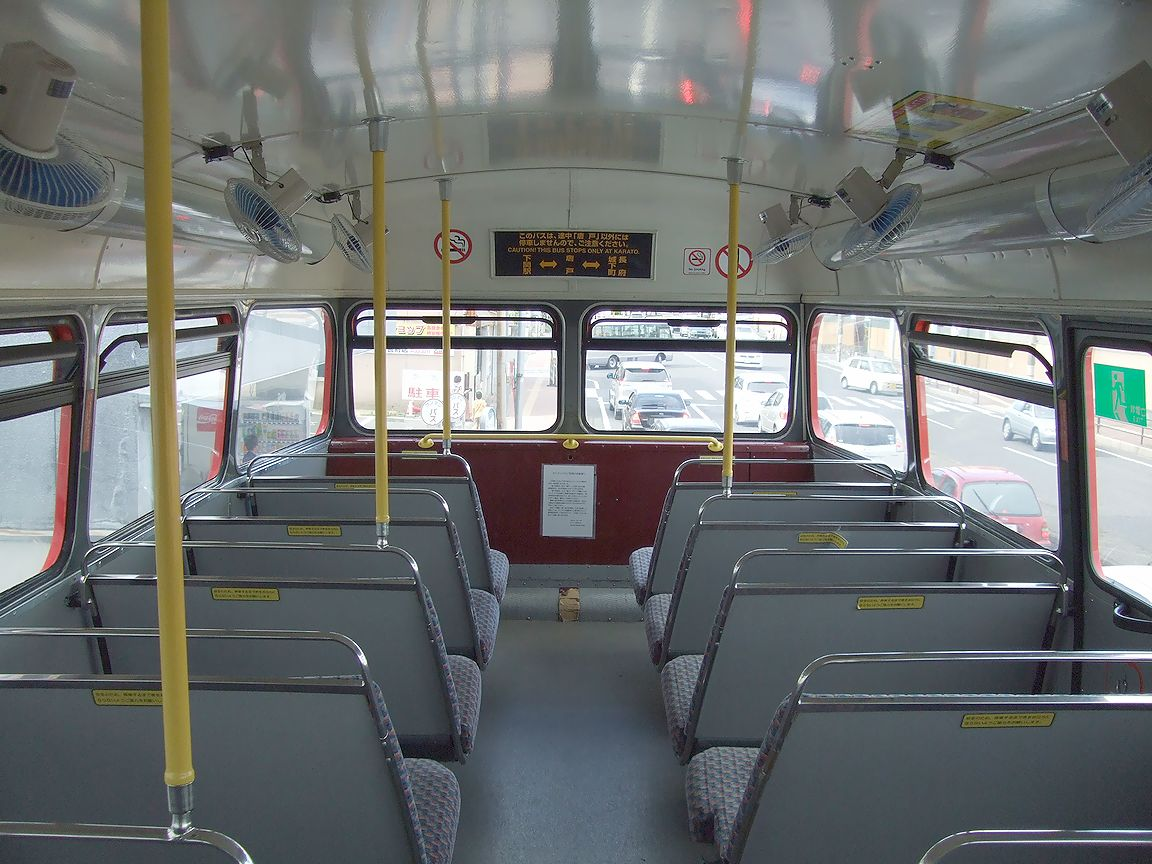
ロンドン交通局 AEC・ルートマスター （二階席）

## 日本の鉄道車両での採用例
- 東京地下鉄道1000形電車
- 鉄道省 - 国鉄
  - 国鉄30系電車 - 国鉄72系電車（昭和期の旧型国電のほとんど）
  - 201系電車（試作車のみ）
  - 205系電車（サハ204形のみ）
- JR東日本
  - 209系電車（サハ208形のみ）
  - E231系電車（サハE230形のみ）
- 東急5000系電車 (2代)（6扉車のみ）
- 阪急8200系電車（内装改造に伴い2007年に撤去された）